# Ninette de Valois
Ninette de Valois (nacida Edris Stannus, Baltiboys, County Wicklow, Irlanda, 6 de junio de 1898 — 8 de marzo de 2001) fue una bailarina, coreógrafa y empresaria irlandesa, fundadora del Royal Ballet. Comenzó a bailar en 1908, a la edad de diez años, y pronto adquirió una gran reputación en Inglaterra a causa de sus graciosos movimientos. Cambió legalmente su nombre a Ninette de Valois en 1921. Bailó con los Ballets Rusos de Serguéi Diáguilev, aunque no llegó a ser una estrella con ellos. 
Se retiró como bailarina en 1926, a los 28 años, para promover el ballet clásico por toda Europa. En 1928 convenció a Lilian Baylis para que el Sadler's Wells Theatre pudiese ser sede de su compañía. Bajo su dirección la compañía creció y se convirtió en el Wells Royal Ballet Company, que más adelante se dividió entre la Birmingham Royal Ballet y la Covent Garden's Royal Ballet. También fundó la Royal Ballet School.
De Valois, casi sin ayuda, fue responsable de crear el ballet clásico británico. Ella modeló su compañía según el ejemplo de los Ballets Imperiales Rusos, aunque programando una sabia mezcla de ballet clásico y obras contemporáneas. Poco a poco fue atrayendo personas de talento,  e invitó a sir Frederick Ashton que fuera el principal coreógrafo de su compañía. Con el tiempo, su compañía llegó a ser una de las más afamadas del mundo, con bailarines como Margot Fonteyn, Gillian Lynne, Robert Helpmann, Moira Shearer, Beryl Grey, y Michael Somes. En 1949 el Sadler Wells Ballet causó sensación cuando viajaron a los Estados Unidos. Margot Fonteyn se convirtió inmediatamente en una celebridad internacional. A comienzos de los años 50 Ninette contribuyó a fundar la Turkish State Opera and Ballet, en Estambul.
Se ocupó de que su compañía tuviera una fuente constante de talento, y en los años siguientes, la compañía contó con estrellas como Svetlana Beriosova, Antoinette Sibley, Nadia Nerina, Lynn Seymour, y, con la más sensacional posible, Rudolf Nuréyev. De Valois también invitó a coreógrafos como sir Kenneth MacMillan y George Balanchine a que trabajaran con su compañía. Se retiró formalmente en 1964, y fue nombrada «Life Governor of the Royal Ballet», dejando sentir su presencia en la compañía. Era muy severa, y quizás por esa razón, alguien le dio el apodo de 'Madam' (“señora”). El apodo cuajó, y desde entonces en artículos y entrevistas formales la llamaron "Madam": con naturalidad, ella correspondió y comenzó a firmar así su correspondencia, 'Madam'.
Escribió un par de libros Invitation to the Ballet («Invitación al ballet», 1937) y Come Dance with Me («Danza conmigo», 1957). 
Le concedieron la Legión de Honor francesa en 1950, y fue hecha «Dame Commander of the Order of the British Empire» (Comandante de la Orden del Imperio Británico) en 1951, y posteriormente, en 1982, «Companion of Honour» (Compañía de honor). En 1992 le concedieron la Order of Merit (Orden del mérito). Ella continuó con apariciones públicas hasta su muerte a la edad de 102 años. 
En 1974 también le fue concedido el prestigioso Premio Erasmus, conjuntamente con el coreógrafo Maurice Béjart.

## Historia de la compañía
«The Royal Ballet» debe su existencia a la visión de Ninette, que montó una pequeña compañía y una escuela, el Vic-Wells Ballet, y, que en 1931, persuadió a Lilian Baylis para que les permitiese tener su sede «Sadler's Wells Theatre», al norte de Londres. La compañía antes actuaba en el viejo teatro «Old Vic Theatre», de ahí su nombre original. La compañía permaneció en «Sadler's Wells Theatre» hasta 1939, cuando estalló la II Guerra Mundial. De Valois produjo muchas de las primeras coreografías, incluyendo The Rake's Progress (1935) y Checkmate (1937), y adquirió algunas producciones rusas de Diáguilev y del Teatro Mariinski, cuando las finanzas lo permitieron. Alicia Markova y Antón Dolin fueron los bailarines principales de la compañía, actuando ambos en Giselle en 1934; con Markova también apareció en el Cascanueces y en El lago de los cisnes en el mismo año. Su pareja en este último fue el joven bailarín australiano Robert Helpmann. 
La lista de estrellas de la compañía se completó con una adolescente Peggy Hookham, que, como Margot Fontes, bailó su primer papel solista en la obra de Ninette, The Haunted Ballroom. La joven Fontes pronto cambió su nombre a Margot Fonteyn, comenzando su carrera en sociedad con Helpmann, a quien pronto sustituyó con igual éxito Michael Somes, siendo su partenaire por un período igualmente significativo. 
La compañía pasó los años de guerra viajando intensamente por Gran Bretaña y, en menor grado, por Europa, bailando para las tropas aliadas. Inmediatamente finalizada la contienda, en febrero de 1946, se trasladaron a la «Royal Opera House», programando una producción enteramente nueva de La bella durmiente para la reapertura del «Covent Garden» como teatro lírico después de su cierre durante el tiempo de guerra. El primer estreno de la compañía en Nueva York en 1949, con Fonteyn y Helpmann bailando los papeles principales de La bella durmiente fue un gran éxito que contribuyó al prestigio y reputación internacional futura del Royal Ballet.
De Valois continuó dirigiendo la compañía en los años 1940 y 1950, con Ashton produciendo la mayor parte de las nuevas coreografías. Antes de la guerra, él había creado ya varios trabajos que todavía sobreviven hoy, más de medio siglo más tarde, incluyendo Façade (1935), Les Patineurs y A Wedding Bouquet (1937). A estos, se unieron dos reconocidas obras maestras: las Symphonic Variations (1946) —el primer nuevo ballet estrenado en el Covent Gardent— y Scènes de ballet (1948). En los años en el «Sadler's Wells Theatre» y en los primeros en el «Covent Garden», el equipo creativo se completó con la dirección musical de Constant Lambert. 
En 1956, al cumplir su 25º aniversario, el nombre de «The Royal Ballet» le fue concedido por Royal Charter, y al año siguiente su Alteza Real, la princesa Margarita fue nombrada presidenta de la compañía. Siete años más adelante, en 1963, Ashton sucedió con éxito a de Valois como su director, continuando creando sus propios ballets clásicos, incluyendo Monotones (1965/6) y las Enigma Variations (1968). Fonteyn, mientras tanto, seguía siendo la prima bailarina; su emparejamiento final con Rudolf Nureyev dejó un rastro de pasiones por todo el mundo en los años 1960 y 1970.